# 팀 우드

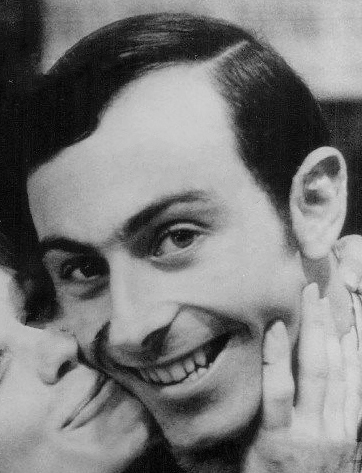

팀 우드(Tim Wood, 1948년 6월 21일 ~ )는 미국의 피겨 스케이팅 선수이다. 그는 세계 선수권 대회에서 2연패했고, 1968년 올림픽에서 은메달을 획득했다.

## 개인 생활
1968년에, 그는 존 캐롤 대학에서 사전 법대생이었다. 그는 나중에 회계 대학원에 다녔다.

## 선수 경력
우드는 7세때부터 디트로이트 스케이팅 클럽에서 영국 코치 로니 베이커의 지도를 받았다. 그는 오스트리아 비엔나에서 열린 1967년 세계 선수권 대회에서 9위를 했다.